# Sally (Hardwell)
Sally is een nummer van de Nederlandse dj Hardwell uit 2015, ingezongen door de Britse zanger Harrison. Het is de vijfde single van zijn debuutalbum United We Are.
"Sally" is een EDM-nummer met invloeden uit de rockmuziek. Het was dan ook Hardwells bedoeling om EDM en rock in het nummer met elkaar te combineren. Volgens Hardwell is de term "Sally" vaak gebruikt in de rockindustrie, waaronder door The Beatles en Eric Clapton. Het nummer werd een klein hitje in Nederland, Vlaanderen, Duitsland en Oostenrijk. In Nederland haalde het de 1e positie in de Tipparade, en in Vlaanderen de 36e positie in de Tipparade.